# 茶工券
茶工券是台灣日治時期，發給雇用自中國的製茶職工渡航台灣的再入境證明書，亦是台灣總督府所核發之旅券之一種。其方式是由雇主提出被雇者身分證明的申請書，經核准後發給茶工券，雇主將茶工券送給該茶工，茶工即依此向所在地的日本領事館申請渡航台灣，由領事館於茶工券上登記渡台證明並蓋印後，茶工攜此茶工券方准入台。1898年台灣總督兒玉源太郎以府令第九十八號公佈《清國茶工券規則》，將貼有照片的茶工券正式法制化。

## 緣由
大清國在甲午戰爭戰敗後，與戰勝國日本帝國簽訂《馬關條約》，將福建臺灣省割讓給日本。根據《馬關條約》，換文後的兩年內，臺灣住民可自由選擇是否成為日本國民；決定期限為1897年5月8日，之後尚未離去或未登記為清國人轉讓在台資產者，視為日本國臣民；但為臺灣總督所否認者不在此限。在這兩年的過渡期間，臺灣總督府除了在淡水處理清兵的送還工作外，為了治安之考量，於1895年頒佈《清國人臺灣上陸條例》以控制清國勞工及沒有特定職業者進入臺灣。
當時臺灣製茶業所需的人力，包括揀茶工、製茶工、茶箱製造工、茶師等約一萬三千二百人左右，大多數依賴來自中國的季節性勞工及師傅，《上陸條例》的施行，將使茶業蒙受損失，進而影響西方列強在台灣之利益，尤其是與製茶業關係密切的英國洋行及獨佔台灣及廈門之間運輸的英國海運公司之利益。在英國領事的抗議下，臺灣總督樺山資紀同意由雇主之商館經所在地領事提出證明書之茶工，可准許入臺，使《上陸條例》得以順利在1896年1月1日施行，同年，製茶業受到打擊。1897年，在台北製茶業者陳情下，台灣總督乃木希典以訓令第一二八號規定，「欲顧用清國之製茶職工者，須於被雇者渡海之前將詳載有被雇者之原籍、住所、姓名、年齡及僱用期間，做為其身分保證之申請書提出，如無不適情況者，得許可之。」以確保勞動力之來源。之後，臺北縣依此訓令，首次發給美國人商會經美國領事館申請僱用茶工的再入境證明書。但駐廈門等地之日本領事館，對於無法完全確認茶工申請人是否為其本人感到疑慮，因為此發給清國勞工的往返旅券沒有貼照片，造成在當時廈門，此臺灣旅券買賣價約五至十圓（當時自廈門搭船至台灣需八圓），於製茶季節，亦出現大批偷渡者。於是，1898年臺灣總督兒玉源太郎公佈《清國茶工券規則》，將貼有照片並蓋戳印的茶工券正式法制化。